# 秋野結
秋野 結（あきの ゆい、1990年4月15日 - ）は埼玉県出身の元グラビアアイドル。アクアス・エンターテインメント所属。2007年10月をもって引退。
　

## 出演

### TV・CS・ネットテレビ
- まんだらけ『浪漫ハピハピ王国』レギュラー
- CATCHY『せきららグラフ』
- MONDO21『誘惑のマーメイド』
- 『月刊アイドル通信』
- スカパー!371ch 『グラビアレボリューション』

### DVD
- 1st『むにゆい』 2004/06/25 (ローランズフィルム)
- 2nd『Stairway』 2005/09/30 (BNS)
- 3rd『Bloom』 2005/12/31 (BNS)
- 4thDVD 『100%美少女 Vol.19』 2007/04/20 (日本メディアサプライ)
- 5thDVD 『PURE BODY』 2007/07/27 (オルスタックピクチャーズ)
- 6thDVD 『G17』 2007/09/21 (マーレーインターナショナル)

### 雑誌
- 『週刊プレイボーイ』
- 『本当にデカップ』（バウハウス）
- 『Beppin School』（英知出版）
- 『moecco ハイスクール』（マイウェイ出版）
- 『CIRCAS MAX』(KKベストセラーズ)U-17アイドルBEST30

### WEB・携帯サイト
- 山岸伸写真館（ドコモ、au、ソフトバンク）
- 究極アイドルマニア（ドコモ、au、ソフトバンク）
- ミートザガール
- みるくキッス
- アイドルCheck!
- 宮澤正明写真館(講談社)

### PV
- 『日々博覧会』efca

### 映画・ショートムービー
- 『Fragile』はるか役(司動命監督作品)2007年10月上映

### 写真集
- 『ゆい14歳』（大洋図書　山岸伸 撮影）

### デジタル写真集
- 『ぷるぷるはーと』2007年1月
- 『すくスクゆい』2007年1月